# Hernádkak
Hernádkak este un sat în districtul Miskolc, județul Borsod-Abaúj-Zemplén, Ungaria, având o populație de 1.779 de locuitori (2011). 

## Demografie
Componența etnică a satului Hernádkak
     Maghiari (82,33%)
     Romi (16,91%)
     Necunoscut (0,3%)
     Alții (0,46%)
Componența confesională a satului Hernádkak
     Romano-catolici (40,7%)
     Reformați (25,13%)
     Fără religie (11,19%)
     Greco-catolici (1,97%)
     Necunoscută (20,35%)
     Atei (0,67%)
     Alte religii (1,29%)
Conform recensământului din 2011, satul Hernádkak avea 1.779 de locuitori. Din punct de vedere etnic, majoritatea locuitorilor (82,33%) erau maghiari, cu o minoritate de romi (16,91%). Apartenența etnică nu este cunoscută în cazul a 0,3% din locuitori. Nu există o religie majoritară, locuitorii fiind romano-catolici (40,7%), reformați (25,13%), persoane fără religie (11,19%) și greco-catolici (1,97%). Pentru 20,35% din locuitori nu este cunoscută apartenența confesională.